# Системна конзола
Вижте пояснителната страница за други значения на Конзола.
Системна конзола, компютърна конзола, операторна конзола или само конзола е софтуерно приспособление за задаване на команди и изписване на системни съобщения чрез клавиатура и наблюдение на входната и изходната информация на монитор (традиционно текстови, но може да е и графичен терминал), като по-този начин се постига комуникация между потребителя и компютъра. Използва се за системно администриране, особено за съобщения на BIOS или boot loader, ядрото на ОС, системите init и syslog. Системните конзоли са вид компютърен терминал, които в абстрактната си форма могат да преминат във виртуална конзола и терминален емулатор.
Системната конзола се използва в частност при интерфейс с команден ред (command line interface – CLI) – начин за потребителя за взаимодействие с операционната система на компютър, при който потребителят въвежда команди като последователни редове текст. Той е бил основен за повечето от разпространените през 70-те и 80-те години на 20 век операционни системи, включително MS-DOS, CP/M, UNIX и Apple DOS. Интерфейсът обикновено бива имплементиран с command line shell (програма, която приема команди под формата на текст и ги преобразува в съответни функции) на операционната система.
Този тип взаимодействие с операционната система не е толкова широко разпространен сред днешните потребители, които предпочитат графичен интерфейс, но се предпочита повече от по-напреднали потребители, тъй като това предлага по-мощни средства за работа.
С програмите с този тип интерфейс е по-лесно да се работи чрез скриптове.
Алтернативи на взаимодействието чрез въвеждане на команди са: избор от менюта (напр. IBM AIX SMIT), комбинации от клавиши на клавиатурата и други програми, обикновено управлявани с мишка.

## Приложения, използващи Command Line Interface
Съществуват компютърни приложения, които също използват Command Line Interface.
Компютърните приложения може да не поддържат, да поддържат някои или да поддържат и трите главни механизма на взаимодействие чрез команди:
1. Параметри: Повечето операционни системи поддържат начин за подаване на допълнителни параметри към програма, когато тя бъде стартирана. Когато дадена програма бъде стартирана от командния интерпретатор на операционната система, допълнителен текст заедно с името на програмата биват подавани към стартираната програма.
2. Интерактивни сесии: След стартирането си дадена програма може да създаде оператор с независими ресурси, за да въвежда команди под формата на текст.
3. Вътрешно-системно взаимодействие: Повечето операционни системи поддържат начини за вътрешно-системни взаимодействия. Командите от потребителски процеси могат да бъдат пренасочени към командния интерфейс, чрез един от тези методи.

### CLI програми
Някои приложения поддържат само този тип интерфейс, като на потребителя се предоставя възможност за подаване на команди и поведението на програмата се определя от тях. Примери за такива програми са:
- DEBUG
- Diskpart
- Ed
- Edlin
- Fdisk
- Ping

### Хибридни програми
Някои компютърни програми поддържат както интерфейс с въвеждане на команди (CLI), така и графичен интерфейс (GUI). В някои случаи програмата с графичен интерфейс е просто „обвивка“ около отделен изпълним файл на програма с въвеждане на команди. В други случаи някои програми предлагат алтернатива с въвеждане на команди, на програмата с графичен интерфейс. Не винаги обаче двата варианта предлагат сходна функционалност. Например MATLAB, компютърна програма за числени анализи, не предлага графична среда за някои изчисления, но интерфейсът с въвеждане на команди може да се справи с всяко изчисление, което MATLAB поддържа.
Ранните игри на компанията Sierra, като първите 3 версии на играта King’s Quest (1984 – 1986), използват команди от вграден в играта конзолен прозорец, чрез които героят се движи.

## История
Интерфейсът с въвеждане на команди, води началото си от комуникирането на хората помежду си, посредством телеграфни апарати. Така те разменяли информация помежду си, като обикновено информацията била с дължина един ред. Ранните компютърни системи, често използвали телеграфи, като средство за взаимодействие с човек оператор. Компютърът се превърнал в заместител и така вместо хората да обменят информация помежду си чрез телеграфни машини, човекът взаимодейства с компютърът.
След време телеграфът бил заменен от устройство с клавиатура и екран с функциите на телеграф, наричано TTY, а после и от терминал, където компютърният софтуер може да използва целия екран, а не само да печата последователни редове.
През ноември 2006, Microsoft, издават версия 1.0 на програмата Windows Powershell (наричана в проект Monad), която комбинира в себе си програми за работа с команди на Unix с техния обектно-ориентиран .NET Framework. MinGW и Cygwin са безплатни програмни пакети, които предлагат CLI, подобен на този използван в UNIX. Microsoft предлага имплементацията на ksh на компанията MKS Inc. – MKS Korn Shell за Windows чрез добавката си Services for UNIX.

## Използване
Интерфейсът с въвеждане на команди се използва, когато широк набор от команди или заявки и голям брой настройки към тях могат да бъдат въведени по-бързо като текстови команди, отколкото чрез система с потребителски интерфейс. Типичен пример за това са командните прозорци на операционните системи. Този тип въвеждане на данни се използва и при системи, които нямат достатъчно ресурс за ползване на графичен интерфейс.
Интерфейсът с въвеждане на команди най-вече се използва от програмисти или системни администратори, в научни среди или от по-технически напреднали потребители. Той също е разпространен сред потребители с проблеми в зрението, понеже командите и отговорите към тях, могат да бъдат възпроизвеждани чрез т.нар. Брайлови терминали.

## Структура на командния интерпретатор
Общият модел на команден интерфейс за една операционна система e:
prompt command param1 param2 param3 ... paramN
- Prompt – генерира се от програмата и извиква съдържание за потребителя.
- Command (команда) – извиква се от потребителя. Командите са обикновено една от трите вида:
- Вътрешна – разпозната и обработвана от самия интерпретатор на командния ред и независеща от никакъв външен изпълняващ файл (.exe).
- Добавена – отделен изпълняващ файл, основно считан за част от операционната среда и винаги добавен вътре заедно с ОС.
- Външна – външни изпълними файлове, които не са част от основната ОС, но са добавени от други източници за специфични цели и приложения.
- param1 ...paramN – Допълнителни параметри добавени от потребителя. Формата и значението на параметрите зависят от извиканата команда. В случай на добавена или външна команда, стойностите на параметрите се предават от процеса (определен от командата), когато процесът е стартиран от ОС. Параметрите могат да бъдат аргументи или опции.

В този пример сепараторите между елементите на командния интерфейс са празни полета (whitespace characters), а в края на реда сепаратора е нов ред. Това е широко употребявана (но не универсална) практика за командните интерфейси.
Интерефейс с команден ред се състои основно от синтаксис и семантика. Синтаксисът е „букварът“ или още граматиката, която всички команди трябва да следват. В случаите с операционната система MS-DOS или Unix всяка от тях дефинира техен собствен списък от правила, които всички команди следват. Когато има вградена системи (embedded systems), всяка компания продавач като Nortel, Juniper Networks или Cisco Systems, дефинира свой собствен списък с правила, към които командите вътре в командния интерпретатор се приспособяват. Тези правила също определят как потребителят ще навигира през системата от команди. Семантиката определя какъв вид операции са възможни, на какъв вид данни тези операции могат да бъдат изпълнени и как граматиката представя тези данни и операции – символичното значение в синтаксиса.
Два различни командни интерфейса могат да съответстват по синтаксис или по семантика, но само когато те съответстват и по двете те могат да бъдат считани за достатъчно близки, за да позволят на потребителя да използва и двата командни интерпретатора без да е необходимо самообучение, както и възможността за преупотреба на кода.
Един обикновен команден интерпретатор ще изпише „prompt“, ще приеме „команден ред“ въведен от потребителя и подаден за изпълнение с клавиша „Enter“, ще изпълни указаната команда и ще осигури текстова визуализация на резултати или съобщения за грешки. Един по-съвременен команден интерфейс би валидирал (оценка на данните), интерпретирал и разширил параметрите на командния интерфейс преди да изпълни подадената команда, и допълнително би могъл да прихване или пренасочи своя изход (резултат от изчисления).
За разлика от бутон или прозорец за меню в GUI (графичен потребителски интерфейс), командният интерпретатор е самодокументиращ се, показващ само това, което потребителят иска да бъде направено. В допълнение командният интерпретатор включва стандартни настройки, които могат да бъдат достъпени за промяна на резултатите. В случай че настройките са от помощ при компилирането на кода, така промененият команден интерпретатор може да бъде запазен чрез низ от символи (character string) или псевдоним, който представя цялата команда, или няколко команди могат да бъдат групирани, за да изпълняват по-сложна последователност – например компилиране на програмата, нейното инсталиране и пускане – създавайки единична цялост, наречена командна процедура или код, който сам по себе си може да бъде третиран като команда. Тези предимства означават, че потребителят трябва да изчисли комплексна команда или серии такива само веднъж, защото те могат да бъдат запазени, за да бъдат използвани отново.
Командите задавани на командния интерпретатор са често в една от следните форми:
- правиНещо как къмФайл(ове)
- правиНещо как файлИзточник целевиФайл
- правиНещо как <входенФайл> изходенФайл
- правиНещо как | правиНещо как | правиНещо как > изходенФайл

където „правиНещо“ като резултат е команда, а “как“ е обстоятелство (например как да бъде изпълнена командата) и „къмФайл“ е обект или обекти (обикновено един или повече файла), където командата трябва да действа (оперира). Символът ‘>’ в третия пример е оператор за пренасочване, който указва на командния интерпретатор да изпрати резултата от действията не към екрана, а към файла написан от дясно след ‘>’. Това действие ще презапише съдържанието на файла. Използвайки „>>“ ще пренасочи изхода по същия начин, ще го продължи файла без да изтрива текущото му състояние. Друг пренасочващ оператор е вертикалната черта ‘ | ’, който създава канал за обработка на процеса, където изходът на една команда става вход на следващата команда.

### Команден интерпретатор и защита на ресурси
Списъкът от налични команди може да бъде модифициран като бъде променена коя пътека се появява в променливата PATH. Под Unix, командите трябва да бъдат маркирани като изпълнителни файлове (executable или накратко .exe). Директориите в пътеката на променливата се търсят по реда, по който са дадени. Като се промени реда на пътеката, потребителя може да компилира например \OS2\MDOS\E.EXE вместо \OS2\E.EXE, а стандартната настройка е обратното. Работи и преименуване на изпълнимите файлове: потребителите често преименуват техния избран редактор (editor) на EDIT например.
Командният интерпретатор позволява и да се ограничават наличните команди, например достъпът до допълнителни вътрешни команди. Това прави в Windows CMD.EXE. Често shareware (споделен софтуер) програмите ограничават обсега на командите, включително изкарването на команда, за която администраторът ви е изключил изпълнението на batch файлове от prompt.
Някои командни интерпретатори, като например тези в рутерите (network routers), имат йерархия от методи с различен списък от команди, поддържани във всеки метод. Този списък е групиран по асоциация със защита, система, интерфейс и т.н. В тези системи потребителят може да преминава през серия от субметоди. Като пример, ако командният интерфейс има два метода наречени интерфейс и система, потребителят може да използва командата интерфейс, за да достъпи метода интерфейс. От този момент команди от системния метод може да не бъдат достъпни и потребителят да излезе от интерфейсния метод и да влезе в системния метод.

### Команден интерпретатор
Командният интерпретатор (или само prompt) e последователност от (един или повече) символи, използвани в интерфейс с команден ред, за да посочат готовността за приемане на команди. Неговият смисъл е да накара потребителя да зададе действие. Prompt обикновено завършва с някои от следните символи $, %, #, ;, > и често включва допълнителна информация, като пътя към текущата работна директория.
На много Unix и производни системи, е обичайно за prompt да завършва с $ или % символ – ако потребителят е обикновен, или на # символ – ако потребителят е суперпотребител („root“ в Unix терминологията).
За prompts е обичайно да бъде изменяем от потребителя. В зависимост от средата те може да включват цветове, специални символи и други елементи като променливи и функции за текущия час, потребител, номер на командния прозорец или работна директория, за да направи например prompt по-информативен или потребителски комфортен, да различава сесиите на различните машини или да показва текущото ниво на свързване на команди. На някой системи специални знаци в prompt може да бъдат използвани да извикват външни команди от командния интерпретатор, докато самият той е активен.
В COMMAND.COM на DOS и в WINDOWS NT в командния интерпретатор cmd.exe prompt e изменяем (модифициран) при извикване на команда prompt или при директна промяна на стойността на променливата отговаряща за средата на %PROMPT%. Фабричните настройки на повечето модерни системи стилът на достъпване на C:\> става чрез „prompt $P$G“. Фабричните настройки на старите DOS системи извикват C> просто само чрез „prompt“, въпреки че на някои системи това извиква новия стил C:\>, освен ако не се използва върху флопи дискове А: или В:; на тези системи „prompt $N$G“ може да бъде използван, за да пренапише (override) фабричните настройки и явно инициализиране на смяната към стария стил.
На много Unix системи променливата $PS1 може да бъде използвана, но има и други променливи, които могат да имат влияние върху prompt (в зависимост какъв вид команден интерпретатор се използва). В bash shell (командния интерпретатор за Unix операционни системи), prompt от вида
[time] user@host: work_dir $
може да бъде извикан чрез командата
export PS1='[\t] \u@\H: \W $'.
В zhs (мощен команден интерпретатор, съвместим с bash shell) променливата $RPROMPT контролира един допълнителен „prompt“ от дясната страна на екрана. Този prompt не е реален и в него текстовият вход не се променя, и се използва само за представяне на информация на същия ред като prompt, само че дясно подравнен.
В RISC OS (операционна система) командният интерпретатор е символа '*' и поради това командите от интерфейса с команден ред са често позовавани като „звездови команди“. Тези команди е възможно да бъдат достъпени и през други командни интерпретатори (например BBC BASIC) като командата е предшествана от символа ‘ * ‘.

### Аргументи
Аргумент или параметър в командния ред (системната конзола) е вид допълнителна информация, която се добавя към програма или команда при нейното изпълнение. Една програма може да има множество аргументи, които да задават източници или дестинации за допълнителна информация или да променят начина, по който тя работи.
Когато системната конзола е активна, дадена програма може да се стартира като се напише името ѝ следвано от един или няколко аргументи (възможно е и да няма нито един аргумент). Например при Unix и Unix-подобните системи, при изпълнение на следната системна команда:
```
rm
 
file.s

```

Аргументът е „file.s“, който се подава на командата rm, за да се изтрие файла „file.s“.
Някои програмни езици като C, C++ и Java позволяват интерпретиране на аргументите от командния ред като текстови (string) параметри в main function. Други програмни езици като Python, използват глобални променливи, за да представят тези аргументи.
В Unix-подобните операционни системи, единичен знак тире/минус обикновено има специална стойност, която определя, че програмата трябва да обработва данни, идващи от стандартния вход или да изпраща данни към стандартния изход.

#### Опции в командния ред
Опция в командния ред или само опция (известно още като флаг или ключ) могат да модифицират работата на дадена команда. Опциите следват името на командата в командния ред, отделени от нея с интервал. Интервал преди първата опция не е винаги задължителен.
Например в OpenVMS операционната система, командата directory се използва, за да покаже всички файлове в дадена директория. По подразбиране, когато даден потребител напише само directory, то ще бъдат показани само имената на файловете. Ако се добави /owner опцията (така че командата да стане directory/owner), потребителят инструктира командата directory да покаже и собствениците на файловете в директорията.
Форматът на опциите варира значително в различните операционни системи. В повечето случаи синтаксисът е според установената практика: целият команден ред е просто текст, подаден на програма, която може да го обработи, според както е направена от програмиста написал програмата.
В Multics опциите в командния ред и подсистемата от ключови думи могат да бъдат съкращавани. Тази идея изглежда е взета от PL/I programming language с неговите съкращения на ключови думи (например: STRGE вместо STRINGRANGE или DCL вместо DECLARE). Във „forum“ подсистемата на Multics например параметърът long_subject може да бъде съкратен на –lgsj. Също така в Multics е често срещано командите да бъдат съкращавани според техните първи букви на думите, от които са съставена командата. Като например: did идващо от delete_iacl_dir.
Понякога различните програми използват различен синтаксис в една и съща операционна система. Като например:
- Опциите могат да се обозначат с: – (тире), или / (наклонена черта) или и двете
- Те могат да бъдат с главни или малки букви
- Някои опции и техните аргументи се пишат заедно, понякога се разделят с интервал или от определен символ, обикновено с: или =. Например: „Prog -fFilename", „Prog -f Filename“, „Prog -f:Filename“, „Prog -f=Filename“.
- Някои програми позволяват опциите да се комбинират, а други не. Комбинацията „-fA“ може да означава същото като „-f -A“ или да е невалидна, или дори да е валидна, но да изпълнява различна функция.

В Unix-подобните системи, ASCII hyphen-minus (знак минус) е използван много често за задаване на опции, като след него следват една или няколко букви или символи. Два минуса (--) често означават, че оставащите аргументи не трябва да се третират като опции. Също така двойният минус понякога се използва като префикс за „дълги опции“, където се използват по-описателни имена. Функцията и командата getopt както и getopts командата се използват доста често за анализ на опциите в командния ред.
В DOS, OS/2 и Windows наклонена напред черта ('/') е по-разпространена, въпреки че понякога се използва и знака минус. FlexOS, 4680 OS and 4690 OS използват '-'. В много версии на DOS (MS-DOS/PC-DOS версия 2.xx или по-висока, всички версии на DR-DOS от 5.0, както и PTS-DOS и FreeDOS) за отделяне на аргументи/опции се използва символа, който се връща при извикване на системната функция (INT 21/AH=37h). По подразбиране извикването на това API връща знака '/', но може да бъде променено на знака минус на всички гореспоменати системи с изключение на MS-DOS/PC-DOS 5.0 или по-висока версия. При някои от изброените операционни системи (MS-DOS/PC-DOS 2.xx/3.xx, DOS Plus 2.1, DR-DOS 7.02 and higher, FreeDOS and RxDOS), настройката може да се контролира не само чрез програми, но и да се конфигурира предварително от SWITCHAR директива в CONFIG.SYS. При много програми изрично е зададено да използват само '/', вместо да извличат тази настройка преди да анализират аргументите на командата. Някои интерпретатори (включително и най-новите версии на DR-DOS COMMAND.COM и 4DOS) предоставят псевдо environment variables (системни променливи) с имена %/% или %SWITCHAR%, които спомагат при писането на преносими batch jobs.

### Вградено използване на помощ
Обичайно е една програма, да може да показва кратко описание на своите параметри. Това обикновено става, когато програмата се изпълни без аргументи или с някой от изброените: ?, -?, -h, -H, /?, /h, /H, -help, или --help.
Въвеждане на име на програма и изпълнението ѝ без параметри с надеждата, че тя ще покаже кратка информация за начина на употреба може да бъде опасна, тъй като някои програми и скриптове се изпълняват директно.
Под DOS, където символът за отделяне на аргументи може да бъде сменяван от / на -, програмите могат да извикат SwitChar API, за да разберат текущата настройка. Така че, ако в програмата не е заложена функционалност за проверка, то потребителят вероятно трябва да знае каква е текущата настройка, за да може надеждно да поиска помощ.
Ако SwitChar е променен към –, а символът / се приема като делимитер за алтернативен път в командния ред на DOS, то някои програми могат да интерпретират погрешно опции, като /h или /H, като път вместо параметър за помощ. Въпреки това, ако се използват като първи или единствен параметър, повечето DOS програми ще ги приемат като искане за помощ според установената практика, независимо от текущата настройка SwitChar.
В някои случаи могат да се избират различни нива за помощ. Съществуват програми, които поддържат това като предоставят нивото на подробност като незадължителен аргумент към параметъра за помощ (например /H:1, /H:2 и т.н.).
Понякога в зависимост от програмата, допълнителна или по-специфична помощ за възможните параметри е налична или като се предостави параметъра, който ни интересува като аргумент към параметъра за помощ или обратното (например /H:W или /W:?, като в случая параметърът, за който искаме да получим повече информация е /W)
По подобие на параметъра за помощ, но много по-рядко, някои програми предоставят допълнителна информация за тях самите (като режим, статус, версия, автор, лиценз или информация за контакт), когато се извикат с „about“ параметър като -!, /!, -about или –about.
Тъй като символите ? и ! обикновено служат и за други цели в командния ред, то те може да не са достъпни винаги, следователно те не трябва да бъдат единствените възможности за достъп до съответната информация за помощ.
Ако е нужна по-подробна информация за помощ от вградената в програмата такава, то много системи поддържат специализирана външна команда „HELP command“ (или подобна), която приема името на командата, която ни интересува като параметър, след което показва външна система за помощ.
В DR-DOS семейството изпълнението на /? или /H от COMMAND.COM промпт, вместо изпълнението на самата програма ще генерира динамичен лист от налични вътрешни команди. 4DOS и NDOS поддържат същата функция при изпълнение на ? от командния ред (също валидно и за по-новите версии на COMMAND.COM в DR-DOS).
В Unix и Linux операционните системи, специализираната външната команда за помощ е „man“ man pages идваща от думата manual (или ръководство на български). Изпълнението на „man ls“ от терминала на Ubuntu linux например ще покаже подробно описание (ръководство) на командата „ls“. Валидна е и командата „man man“, която ще покаже в детайли как може да се използва „man“ командата.

### Описание и синтаксис на командите
Вградената помощ и man pages често използват определен синтаксис, за да опишат валидната форма на командите:
- триъгълни скоби за задължителните параметри: ping <hostname>
- квадратни скоби за незадължителните параметри: mkdir [-p] <dirname>
- елипси за повторяемост: cp <source1> [source2…] <dest>
- вертикални линии (права черта) при възможност за избор: netstat {-t|-u}

Трябва да се отбележи, че тези символи имат различно значение, когато се използват директно в shell.

### The space character (интервал)
В много компютърни области и по-специално при командния ред, space character (интервалът) може да причини проблеми, тъй като има две отделни и несъвместими функции: като част от команда или параметър или като параметър или разделител, separator на имена. Неяснотата може да бъде предотвратена чрез забрана на използването на интервали във файлове и имената на директориите като първи символ (например, като ги замести с подчертаване „_“), или ако се поддържа от интерпретатора на командния ред и програмите приемат тези параметри като аргументи, като се използва escape character преди интервала, обикновено това е обратно наклонена черта backslash ('\'). Например:
Long path/Long program name Parameter one Parameter two...
е неясно и неправилно („program name“ част от името на програмата или от параметрите е?), но:
Long_path/Long_program_name Parameter_one Parameter_two...,
LongPath/LongProgramName ParameterOne ParameterTwo...,
„Long path/Long program name“ „Parameter one“ „Parameter two“ ...
както и:
Long\ path/Long\ program\ name Parameter\ one Parameter\ two...
са позволени и ясни. Базираните на Unix операционни системи се опитват да сведат до минимум използването на вградените интервали, за да намалят необходимостта от цитати и кавички. В Microsoft Windows, трябва по-често да се използват кавички/цитати, защото вградените интервали (в имената на директориите например) са често срещани.

## Интерпретатор на командния ред
Термините: интерпретатор на командния ред (command-line interpreter), command line shell, command language interpreter или съкращението CLI се отнасят за компютърни програми, създадени да интерпретират поредица от редове текст, които може да са въведени от потребител, прочетени от друг файл или друг вид data stream. В контекста на интерпретацията обикновено е дадена операционна система или език за програмиране.
Интерпретаторите на командния ред позволяват на потребителите да изпълнят множество команди по един много ефективен (и често сбит и кратък) начин. Това изисква потребителят да знае имената на командите и техните параметри, както и синтаксиса на езика, който ще се интерпретира.
В Unix – /# a в OS/2 – EXTPROC са командите, улесняващи подаването на група файлове/команди към външни процесори. Потребителят може да използва това, за да напише специфични процесорни команди за специални приложения, както и да обработи външни файлове с данни.
Много програми с графични интерфейси, като Presentation Manager на OS/2, както и по-ранните версии на Microsoft Windows използват командни редове, за да извикат помощни програми, с които да отворят документи и програми. Командите се съхраняват в графична обвивка (shell) или във файлове, като системния регистър или os2user.ini файла при OS/2.
Във Windows системната конзола може да бъде извикана по следните начини:
Start\Search (в полето Search напишете cmd.exe) и натиснете Enter
или
Start\All Programs\Accessories\Command Prompt.
Една полезна команда за разглеждане на съдържанието е dir/p, която показва в списък по страници текущите файлове и папки, и нейна подобна команда dir/w, която разлиства съдържанието в табличен списък.